# Papillomatosi respiratoria ricorrente
La Papillomatosi respiratoria ricorrente (conosciuta anche come papillomatosi laringea o papillomatosi glottica), è una rara forma di infezione delle vie aeree causata dal papilloma virus. La papillomatosi laringea, nell'arco di un breve periodo, provoca lo svilupparsi di diversi tumori o papillomi a carico della laringe o di regioni contigue del tratto respiratorio. Questi tumori spesso vanno ad interferire con la respirazione e possono recidivare frequentemente, richiedendo l'esecuzione di uno o più interventi chirurgici. La malattia può essere trattata, oltre che con l'approccio chirurgico, con farmaci antivirali.
Senza trattamento il disturbo è potenzialmente fatale, potendo associarsi ad una crescita incontrollata con conseguente ostruzione delle vie respiratorie.

## Incidenza
La malattia è rara. In base a studi epidemiologici effettuati negli Stati Uniti si calcola che possa colpire circa 2 soggetti ogni 100 000 adulti, mentre l'incidenza è circa doppia in età pediatrica (4,5 per 100 000 bambini).
Uno studio retrospettivo europeo (danese), che includeva un periodo compreso tra il 1974 ed il 1993, ha evidenziato un'incidenza analoga e sovrapponibile.
L'età di distribuzione appare bimodale: la malattia tende infatti a manifestarsi con dei picchi di frequenza nei bambini con meno di 5 anni di età, così come in adulti con oltre 30 anni.
La malattia colpisce in egual misura il sesso maschile e quello femminile, con una lieve prevalenza del sesso maschile per la forma adulta.

## Eziologia
La papillomatosi laringea è causata dal papilloma virus, ed in particolare dai tipi HPV (Human papillomavirus) 6 e HPV 11.

## Trasmissione
Non sono stati ancora completamente chiariti i meccanismi in base ai quali alcuni soggetti vengono a sviluppare la papillomatosi laringea, mentre altri, pur essendo stati esposti a HPV 6 e HPV 11 non sviluppano la malattia. 
Dal momento che la malattia si riscontra con maggiore facilità nei bambini, si ritiene che il neonato possa contrarre l'HPV dalla madre durante il parto vaginale, ovvero durante l'espulsione del feto attraverso la vagina. L'esecuzione di un parto cesareo non ha comunque un ruolo protettivo efficace al 100%.
Vi è anche evidenza che sia possibile una trasmissione in utero oppure un'acquisizione post-natale. La modalità di trasmissione in utero rimane sconosciuta, ma si ritiene che il virus potrebbe essere acquisito sia per via ematica, sia come infezione ascendente nella madre.
Classicamente i fattori di rischio maggiori per lo sviluppo di papillomatosi respiratoria ricorrente comprendono l'essere primogeniti, un parto vaginale e una madre con meno di 20 anni d'età.
In base alle conoscenze attuali non ci sono prove certe che la malattia possa essere trasmessa con i rapporti sessuali, pertanto ad oggi non può essere strettamente considerata una malattia sessualmente trasmessa. Tuttavia il picco di presentazione in adulti sessualmente attivi fa ritenere che una qualche forma di infezione sessuale possa essere coinvolta. I fattori di rischio nella forma adulta sembrano includere un elevato numero di partner sessuali e una aumentata frequenza di pratiche di sesso orale rispetto a gruppi di controllo.
Se l'individuo infettato presenta un certo grado di immunodeficienza, qualunque origine essa abbia, i papillomi tendono ad espandersi e riformarsi in continuazione.

## Sintomi e segni
- Adulti

Negli adulti i sintomi della malattia sono spesso limitati a raucedine, oppure semplicemente a variazioni più sfumate del timbro vocale (ad esempio una voce più stridula oppure bassa e cavernosa). Sono le dimensioni e la posizione dei tumori a dettare le modalità di variazione di voce dei soggetti affetti.
Anche negli adulti è possibile che si verifichi un certo grado di difficoltà di respirazione, tuttavia questa evenienza è rara ed è una prerogativa e caratteristica più comune dei bambini.
Talvolta il paziente riferisce la sensazione di un corpo estraneo a livello della gola.
- Bambini

Nei neonati e nei bambini piccoli i sintomi includono disfagia (difficoltà di deglutizione), dispnea (difficoltà respiratoria) e tosse insistente. 
La dispnea si associa spesso a tachipnea, respiro rumoroso e stridore inspiratorio, ovvero un respiro rauco, fischiante o russante dovuto all'ingresso di aria nei polmoni, segno evidente dell'ostruzione e del restringimento della laringe oppure della trachea.

## Diagnosi
La diagnosi di papillomatosi laringea ricorrente può essere effettuata con una laringoscopia indiretta, ovvero ponendo un piccolo specchio, generalmente di forma circolare, dotato di un lungo manico nella bocca del paziente (lo specchio è leggermente riscaldato per evitarne l'appannamento) e facendovi riflettere una luce che illumini le corde vocali e visionando così l'aspetto della laringe.

È anche possibile effettuare una laringoscopia diretta a fibre ottiche flessibili. 
Questa procedura prevede il posizionamento di un fibroscopio flessibile, cioè di un particolare endoscopio costituito da un tubo flessibile che, sfruttando la proprietà delle fibre ottiche di vetro di veicolare la luce, permette una visione diretta della regione laringea nei suoi diversi livelli. Il fibroscopio viene posizionato attraverso il naso del paziente e viene gentilmente guidato dall'esaminatore nella posizione più consona per eseguire l'esame.
La tac può essere utile per esaminare le lesioni pappillomatose formatesi nella trachea e nella faringe.
La diagnosi di certezza di papillomatosi laringea richiede l'esecuzione di un esame bioptico. 
Questa procedura si svolge in una sala operatoria, con il paziente che si trova in anestesia generale. 
La raccolta dei campioni bioptici può essere effettuata anche ricorrendo ad una broncoscopia. I campioni di papillomi raccolti vengono poi inviati al laboratorio microbiologico per essere sottoposti ad un esami che confermino la presenza di HPV. La tipizzazione del virus può essere utile per determinare la prognosi del paziente e viene in genere effettuata realizzando una reazione a catena della polimerasi su tessuto fresco.

### Diagnosi differenziale
Il clinico deve tenere presente che anche le seguenti patologie possono presentarsi con un quadro clinico simile a quello della papillomatosi respiratoria ricorrente:
- Tumori benigni del polmone
- Asma bronchiale
- Aspirazione di corpi estranei
- Croup (laringotracheobronchite)
- Malattia da reflusso gastroesofageo
- Metastasi di cancro polmonare
- Policondrite

## Trattamento
Il numero e la grandezza dei papillomi che determinano ostruzione delle vie aeree causando raucedine e dispnea varia da soggetto a soggetto. In ogni caso le lesioni devono essere sempre rimosse.
Questo obiettivo può essere raggiunto ricorrendo ripetutamente al cosiddetto "debulking chirurgico" (chirurgia di citoriduzione primaria), tramite interventi chirurgici di scarificazione o microsbrigliamento (microdebridment), crioterapia, terapia con laser ad anidride carbonica, terapia con laser angiolitico a luce pulsata KTP (potassio titanil fosfato).
L'intervento può essere seguito da iniezioni di cidofovir da eseguirsi direttamente nel sito di resezione: questo farmaco, pur non essendo risolutivo, sembra aumentare gli intervalli di tempo tra i diversi interventi di resezione che, periodicamente, si rendono necessari.
Altre sostanze utili a questo scopo sono l'interferone e l'indolo-3-carbinolo da assumersi per via orale.
Risultati meno soddisfacenti sono stati ottenuti ricorrendo all'aciclovir e all'acido retinoico. In tempi recenti hanno iniziato ad affacciarsi dubbi sull'utilizzo del cidofovir, e una Cochrane review del 2012 conclude affermando che vi è una insufficiente evidenza per affermare che gli agenti antivirali siano di qualche efficacia nel trattamento della papillomatosi respiratoria ricorrente, sia negli adulti sia nei bambini.

## Prognosi e complicanze
Le complicanze comprendono:
- Trasformazione maligna - una piccola percentuale di pazienti (circa il 3-5%) affetti da papillomi delle vie respiratorie può evolvere verso un degenerazione maligna delle lesioni con trasformazione delle stesse in carcinoma squamocellulare. La presenza di alcuni co-fattori di rischio (fumo di sigaretta, radioterapia delle aree coinvolte) può incrementare il rischio di degenerazione neoplastica. Si ritiene che una certa tendenza dei papillomi alla diffusione in aeree distali rappresenti un preavviso di degenerazione maligna.[28]
- Ostruzione delle vie aeree - nei casi di malattia grave l'accrescersi delle lesioni rende spesso inevitabile il ricorso alla tracheostomia. La letteratura medica più datata suggeriva che l'intervento fosse da procrastinare quanto più possibile (e fatto ogni sforzo per mantenere la durata dell'intubazione la più breve possibile) per il rischio di promuovere una diffusione dei papillomi distalmente alla laringe.[29] Dati più recenti sembrano invece evidenziare che i pazienti che necessitano di tracheostomia tendono a presentare fin dalla giovane età una malattia con caratteristiche di notevole gravità e tendenza al coinvolgimento precoce delle vie aeree distali. Qualora si verifichi la diffusione distale dei papillomi interessa più comunemente le aree prospicienti la regione della tracheostomia. In letteratura medica è documentato come, anche ad anni di distanza dall'esecuzione di una tracheostomia, un ciclo di trattamenti laser ben condotti ed una adeguata terapia antivirale possano portare a condizioni cliniche tali da rimuovere con successo la tracheostomia stessa.[30]

## Prevenzione
Da alcuni anni è divenuto disponibile in Italia un vaccino per la prevenzione dell'infezione da papillomavirus genitale, e più precisamente per la prevenzione delle lesioni precancerose e del cancro della cervice uterina dovute a determinati papillomavirus umani oncogeni. Il vaccino protegge contro diversi ceppi di virus, in particolare contro il tipo 16 e 18, e in una certa misura anche contro il tipo 6 e 11.

Esiste inoltre, in avanzata fase di sviluppo, un vaccino che, stimolando l'immunità ai sottotipi più comuni alla base del cancro cervicale, include anche i sottotipi responsabili della papillomatosi respiratoria ricorrente. L'utilizzo esteso di questo vaccino potrebbe avere delle ricadute positive nella riduzione di incidenza di papillomatosi respiratoria ricorrente.